# 대한민국 상법 제516조
대한민국 상법 제516조는 준용규정에 대한 상법 회사법의 조문이다.

## 조문
제516조 (준용규정) (1) 제346조제4항, 제424조 및 제424조의2의 규정은 전환사채의 발행의 경우에 이를 준용한다.

(2) 제339조, 제348조, 제350조 및 제351조의 규정은 사채의 전환의 경우에 이를 준용한다.

## 해설
신주발행의 유지청구권에 관한 제424조 및 불공정한 가액으로 주식을 인수한 자의 책임에 관한 제424조의2 등을 전환사채의 발행의 경우에도 준용한다는 내용이다.

## 판례
- 전환사채 발행의 경우에도 신주발행무효의 소에 관한 상법 제429조가 유추적용된다[1]